# Tennō no ryōriban
Tennō no ryōriban (天皇の料理番? lett. "Il cuoco dell'imperatore"), conosciuto anche con il titolo internazionale di The Emperor's Cook, è un dorama stagionale primaverile del 2015 basato sul romanzo omonimo Tennō no Ryōriban di Hisahide Sugimori, che rappresenta la vita del cuoco imperiale Tokuzō Akiyama (1888-1974).
È stato presentato in anteprima su Tokyo Broadcasting System a partire dal 26 aprile del 2015, con Takeru Satō nel ruolo principale del protagonista; il primo episodio è di 108 minuti, mentre il secondo, il terzo e il sesto sono lunghi 64 minuti. La serie è stata ben accolta dal pubblico, ottenendo il punteggio più alto nella fascia oraria durante il suo periodo di trasmissione.

## Trama
Tokuzō è un giovane buono a nulla che vive in campagna, che viene facilmente assorbito in attività che al momento trova molto interessanti, ma perde rapidamente interesse verso ogni cosa intrapresa spostandosi in continuazione da un luogo all'altro, creando in tal maniera grossi disagi alla sua famiglia.
È sposato con una appartenente ad un'antica famiglia di mercanti la quale cerca in tutte le maniere possibili di insegnargli un po' di disciplina e costanza; nonostante tutto la moglie riesce gradualmente ad amare la sua più che originale personalità. Tokuzō, tuttavia, si appassiona nuovamente di qualcosa di nuovo: questa volta si tratta dell'arte culinaria. Mentre sta per consegnare le merci alla cucina dell'esercito imperiale giapponese, lo chef militare lo introduce nel proprio campo mostrandogli come si prepara un Tonkatsu.
A questo punto Tokuzō viene invitato a imparare l'arte. Inizialmente solamente per un capriccio egli decide di lasciare sua moglie per recarsi immediatamente a studiare la cucina giapponese a Tokyo. Tra vari disagi e molte umiliazioni quel giovane che fino ad allora non si è mai sentito obbligato ad attenersi ad un impegno lavorativo proverà a veder realizzato il suo sogno: quello di diventare il cuoco personale dell'imperatore del Giappone a soli 25 anni di età.

## Cast
- Takeru Satō - Tokuzō Akiyama
- Haru Kuroki - Toshiko Takahama
- Kenta Kiritani - Shintarō Matsui
- Tasuku Emoto - Tatsukichi Yamagami
- Saki Takaoka - Ume Morita
- Gajirō Satō - Sennosuke Morita
- Sei Ashina - Kayano
- Ryū Morioka - Kurasaburō Akiyama
- Anna Ishibashi - Mitsuko Takahama
- Yoshiyuki Tsubokura - Okumura
- Jinta Nishizawa - Masashi Sasaki
- Daisuke Kuroda - Araki
- Takeshi Ōnishi - Sekiguchi
- Mamoru Watanabe - Sugiyama
- Hirotaka Ōkuma - Fujita
- Yūji Kido - Suzuki
- Ryōhei Suzuki - Shūtarō Akiyama
- Tetsuya Takeda - Professor Shōgo Kirizuka
- Hideaki Itō - Sergente Yūkichi Tanabe (cuoco del 36º reggimento di fanteria)
- Yumi Asō - Okichi (padrona di casa dell'alloggio di Shūtarō)[5]
- Masaya Katō - Takeshirō Iogi (Chef dell'ambasciatore britannico in Giappone)
- Yōjin Hino - Kinnosuke Takahama
- Satoko Ōshima - Harue Takahama
- Jun Miho - Fuki Akiyama
- Tetta Sugimoto - Shūzō Akiyama
- Kaoru Kobayashi - Kamaichi Usami (Chef del Peer's Club)
- Hiromi Gō - Ambasciatore giapponese in Francia Shin'ichirō Awano
- Kazuyuki Asano - Visconte Hayato Fukuba (Direttore della Divisione della cucina imperiale, Ministero della famiglia imperiale)[5]
- Kazue Itō - Takigawa (Lady in attesa dell'imperatrice Teimei)[6]

- Emi Wakui - Imperatrice Teimei[5]
- Zen Kajihara - Hirohito[7]
- Sapphira Van Doorn - Françoise

## Produzione
La serie è stata girata in varie località del Giappone (tra cui Fukushima, Ibaraki (comune), Kōbe e Okayama) oltre che a Parigi. Takeru Satō ha preso lezioni di cucina per poter ritrarre al meglio il proprio personaggio e ha fatto le scene relative senza alcun bisogno di sostituti o controfigure.